# Oliver Dovin
Oliver Lukas Dozae Nnonyelu Dovin (* 11. Juli 2002 in London) ist ein schwedisch-englischer Fußballtorwart.

## Karriere

### Verein
Dovin begann seine fußballerische Ausbildung beim Enskede IK. Im Jahr 2014 wechselte er zu Hammarby IF, wo er bis 2019 ausschließlich in der Jugend spielte. In der Saison 2019 stand er bereits mehrere Male im Allsvenskan-Kader, spielte aber noch sechsmal für die U19 in der A-Junioren-Allsvenskan. Für die gesamte Saison 2020 erhielt Dovin die Berechtigung für zwei Klubs spielen zu dürfen. Daraufhin debütierte er am 14. Juni 2020 (1. Spieltag) in der dritten Liga für den IK Frej. Gegen Ende der Saison kam er dann auch zu seinem Profidebüt in der Allsvenskan, als er am letzten Spieltag gegen den Örebro SK zum Einsatz kam. Insgesamt spielte er in der Spielzeit 23 Mal für Frej und dieses eine Ligaspiel für seinen eigentlichen Klub Hammarby. Ende 2020 verlängerte er seinen Profivertrag bis 2024. 2021 wurde er mit seinem Verein schwedischer Pokalsieger, wobei er zweimal zwischen den Pfosten stand. Am 22. Juli 2021 debütierte er in der Conference-League-Qualifikation bei einem 3:1-Sieg über den NK Maribor international. In den folgenden Jahren absolvierte er insgesamt 85 Pflichtspiele für den Verein, davon fünf in der Qualifikation zur UEFA Europa Conference League. Nach Vertragsende wechselte der Torhüter dann im Sommer 2024 mit einem Vierjahresvertrag weiter zum englischen Zweitligisten Coventry City.

### Nationalmannschaft
Von 2017 bis 2024 absolvierte Dovin insgesamt 21 Partien für diverse schwedische Jugendauswahlen. Am 12. Januar 2023 debütierte er dann auch für dessen A-Nationalmannschaft bei einem 2:1-Testspielsieg gegen Island, wo er in der 45. Minute für Jacob Widell Zetterström eingewechselt wurde. Sein zweiter und bisher letzter Einsatz folgte knapp ein Jahr später gegen Estland (2:1), als er beim Freundschaftsspiel im zyprischen Paphos über 90 Minuten auf dem Feld stand.

## Erfolge
- Schwedischer Pokalsieger: 2021